# Општина Рибник
Општина Рибник је општина у Републици Српској, БиХ, јужно од града Бање Луке. Сједиште општине се налази у насељеном мјесту Горњи Рибник. Према подацима Агенције за статистику Босне и Херцеговине на попису становништва 2013. године, у општини је пописано 6.048 лица.

## Насељена мјеста
Подручје општине Рибник чине насељена мјеста:
Бусије, Велијашница, Велије, Горња Превија, Горња Слатина, Горње Ратково, Горње Соколово, Горњи Врбљани, Горњи Рибник, Доња Превија, Доња Слатина, Доње Ратково*, Доње Соколово*, Доњи Рибник, Доњи Врбљани, Драгорај, Заблеће, Јарице*, Љубине*, Растока, Ситница, Средице, Стражице, Трескавац, Црквено, Чађавица, Хасићи*.
Дијелови пријератних насељених мјеста: Велечево, Горње Ратково, Доње Ратково, Доње Соколово, Дубочани, Јарице и Љубине припадају Федерацији БиХ, тј. федералној општини Кључ.
Општина Рибник је територијално организована у пет мјесних заједница:
МЗ Врбљани, МЗ Превија, МЗ Рибник, МЗ Ситница, МЗ Црквина.

## Историја
Послије потписивања Дејтонског споразума, дио пријератне општине Кључ, са градом Кључем, ушао је у састав Федерације БиХ, а од дијела који је ушао у састав Републике Српске формирана је општина Рибник.

## Географија
Површина општине је 496 km². Око 70% простора општине је брдско–планинско, односно налази се изнад 500 метара надморске висине. Најзначајније планине су: Димитор, Шиша, Лисина, Осоје и Мањача. Остале површине се налазе око главних речних токова Сане и Рибника.
Општина је богата шумом, водом и нетакнутом природом. Површина под шумом износи 38.000 хектара, што је 64% територије општине. Општина Рибник у укупном богатству шума РС учествује са 13%. Најзначајније и најквалитетније врсте дрвета су јеле и смрче, а од листопадних: буква, јавор, брест, јасен и липа.
Данас је Рибник познат по лову и риболову. У Рибнику има неколико пећина, а једна од њих носи назив јама Ледана. Многи планинари из Бање Луке и Приједора је посјећују. Већина такмичења у риболову у Републици Српској се одржава на ријеци Рибник, која протиче кроз истоимено мјесто.
Клима је претежно умјерено-континентална, нарочито у нижим дијеловима гдје су љета топлија, а зиме блаже у односу на више предјеле.
Рибник је у току Другог светског рата претрпео велику економску штету јер су Немци посекли многе шуме. Рибник је после рата 1990-их био доста уништен.

## Политичко уређење

### Општинска администрација
Начелник општине представља и заступа општину и врши извршну функцију у Рибнику. Избор начелника се врши у складу са изборним Законом Републике Српске и изборним Законом БиХ. Општинску администрацију, поред начелника, чини и скупштина општине. Институционални центар општине Рибник је насеље Горњи Рибник, гдје су смјештени сви општински органи.
Начелник општине Рибник је Душко Дакић испред СНСД, који је на ту функцију ступио након локалних избора у Босни и Херцеговини 2024. године. Састав скупштине општине Рибник је приказан у табели.

## Становништво

### Национални састав 2013. (коначни резултатиБХАС)
| Етнички састав према попису из 2013.‍ | Етнички састав према попису из 2013.‍ | Етнички састав према попису из 2013.‍ | Етнички састав према попису из 2013.‍ | Етнички састав према попису из 2013.‍ |
| ------------------------------------ | ------------------------------------ | ------------------------------------ | ------------------------------------ | ------------------------------------ |
|                                      |                                      |                                      |                                      |                                      |
| Срби                                 | Срби                                 |                                      | 6.018                                | 99,50%                               |
| Хрвати                               | Хрвати                               |                                      | 11                                   | 0,18%                                |
| Остали                               | Остали                               |                                      | 14                                   | 0,23%                                |
| Неизјашњени                          | Неизјашњени                          |                                      | 5                                    | 0,08%                                |
| укупно: 6.048                        |                                      |                                      |                                      |                                      |